# Вакар, Яков Яковлевич
Яков Яковлевич Вакар (1847—1914) — российский военный педагог, генерал-майор, начальник Иркутской приготовительной школы Сибирского кадетского корпуса.

## Биография
Родился 5 июня 1847 года. Происходил из дворян Могилёвской губернии. Родился в семье Якова Романовича и Екатерины Алексеевны Вакар — дочери Алексея Григорьевича Вакар (1773—1843). Его сестра Олимпия (1842—1913) — жена директора Сибирского кадетского корпуса Платона Степановича Цытовича.
В 1866 году после окончания Александровского военного училища, вместе с братом Модестом подпоручиком был выпущен в Казанский 64-й пехотный полк. В 1869 году произведён в поручики.
С 1873 по 1875 годы командовал ротой в 64-м Казанском полку.
С 1875 года назначен в Сибирский кадетский корпус на должность офицера-воспитателя. В 1876 году произведён в штабс-капитаны, в 1880 году — в капитаны, а в 1889 году — в подполковники. В 1893 году был произведён в полковники и назначен ротным командиром и помощником по воспитательной работе директора Сибирского кадетского корпуса.
С 1900 по 1904 годы был начальником Иркутской приготовительной школы; 1 марта 1904 года был произведён в генерал-майоры с увольнением в отставку по болезни. Вакар пользовался огромным уважением и доверием у служащих и кадет Сибирского кадетского корпуса, называвших его «дядя Яша». Служащие корпуса в случае недоразумений между ними единодушно избирали его своим третейским судьёй. Влияние его было настолько сильно, что ему стоило только взглянуть на провинившегося с укоризной, чтоб вызвать в нём слёзы раскаяния.
Жил в Киеве, где и умер в 1914 году.

## Награды
- Орден Святого Станислава 3-й степени (1879);
- Орден Святой Анны 3-й степени (1883);
- Орден Святого Станислава 2-й степени (1888);
- Орден Святой Анны 2-й степени (1896);
- Орден Святого Владимира 4-й степени (1903).

## Семья
- Был женат на Ольге Иннокентьевне Вакар, у них было 11 детей

Дети:
- Николай (1872—?) — полковник;
- Яков (1874—?) — генерал-майор;
- Евгений (1879 — ?) — полковник (1917), кавалер ордена Святой Анны 4-й степени «За храбрость» (ВП 19.03.1915). Окончил Михайловское артиллерийское училище (1900),  командир 6-й батареи Пограничной артиллерийской бригады (1916—1917), командир 3-й батареи 105-го артиллерийского дивизиона (1915-1916), командующий 2-м парком 1-го Финляндского паркового артиллерийского дивизиона (1915). Участник Первой мировой и Гражданской войн, эмигрировал в Прагу, в 1933 году — член Заграничного Союза русских военных инвалидов;
- Александр — полковник (1917), штаб-офицер этапно-транспортной части штаба 9-й армии. Участник Первой мировой и Гражданской войн, с 1918 года начальник отдела Главного штаба Гетманской армии;
- Митрофан (1881 -?) — подполковник, столоначальник Главного артиллерийского управления (1915). Окончил Сибирский кадетский корпус (1899) и Михайловское артиллерийское училище, участник Первой мировой и Гражданской войн
- Михаил — капитан, в 1902 году окончил Сибирский кадетский корпус и Александровское военное училище, участник Первой мировой войны;
- Анатолий — капитан, окончил Киевский кадетский корпус, офицер Л.-гвардии Ксексгольмского полка;
- Антон — поручик 17-й артиллерийской бригады (1916), кавалер ордена Святой Анны 4-й степени «За храбрость» (ВП 27.05.1915). Окончил Киевский кадетский корпус, участник Первой мировой и Гражданской войн, с 1918 года — в Гетманской армии, с 22 июня 1918 года — начальник подотдела Главного Артиллерийского управления;
- Сергей — окончил Киевский политехнический институт, музыкант;
- Анастасия;
- Ириада